# Европско првенство у атлетици у дворани 1980 — скок удаљ за жене
Такмичење у скоку удаљ у женској конкуренцији на 11. Европском првенству у атлетици у дворани 1980. године одржано је 2. марта.  у Стакленој дворани у Зинделфингену (Западна Немачка).
Титулу европске првакиње освојену на Европском првенству у дворани 1979. у Бечу нија бранила  Зигурн Зигел из Источне Немачкеке.

## Земље учеснице
Учествовало је 12. скакачица удаљ из 9 земаља.
1. Белгија (1)
2. Бугарска (1)
3. Данска (1)
4. Западна Немачка (3)
5. Југославија (1)
6. Мађарска (1)
7. Пољска (1)
8. Совјетски Савез (12
9. Чехословачка (1)

## Рекорди
| Рекорди пре почетка Европског првенства у дворани 1978.     | Рекорди пре почетка Европског првенства у дворани 1978. | Рекорди пре почетка Европског првенства у дворани 1978. | Рекорди пре почетка Европског првенства у дворани 1978. | Рекорди пре почетка Европског првенства у дворани 1978. | Рекорди пре почетка Европског првенства у дворани 1978. |
| ----------------------------------------------------------- | ------------------------------------------------------- | ------------------------------------------------------- | ------------------------------------------------------- | ------------------------------------------------------- | ------------------------------------------------------- |
| Светски рекорд                                              | Ангела Фојгт                                            | Источна Немачка                                         | 6,76                                                    | Берлин, Источна Немачка                                 | 24. јануар 1976.                                        |
| Европски рекорд у дворани                                   | Ангела Фојгт                                            | Источна Немачка                                         | 6,76                                                    | Берлин, Источна Немачка                                 | 24. јануар 1976.                                        |
| Рекорди европских првенстава у дворани                      | Зигурн Зигел                                            | Источна Немачка                                         | 6,70                                                    | Беч, Аустрија                                           | 24. март 1979.                                          |
| Најбољи светски резултат сезоне у дворани                   | Рамона Нојберт                                          | Источна Немачка                                         | 6,99                                                    | Берлин, Источна Немачка                                 | 20. јануар 1980.                                        |
| Најбољи европски резултат сезоне у дворани                  | Рамона Нојберт                                          | Источна Немачка                                         | 6,99                                                    | Берлин, Источна Немачка                                 | 20. јануар 1980.                                        |
| Рекорди после завршеног Европског првенства у дворани 1980. |                                                         |                                                         |                                                         |                                                         |                                                         |
| Рекорди европских првенстава у дворани                      | Ана Влодарчик                                           | Пољска                                                  | 6,74                                                    | Зинделфинген, Западна Немачка                           | 2. март 1980.                                           |
| Најбољи светски резултат сезоне у дворани                   | Ана Влодарчик                                           | Пољска                                                  | 6,74                                                    | Зинделфинген, Западна Немачка                           | 2. март 1980.                                           |
| Најбољи европски резултат сезоне у дворани                  | Ана Влодарчик                                           | Пољска                                                  | 6,74                                                    | Зинделфинген, Западна Немачка                           | 2. март 1980.                                           |

## Најбољи европски резултати у 1980. години
Десет најбољих европских такмичарки у бацању кугле у дворани 1980. године пре почетка првенства (2. марта 1980), имале су следећи пласман на европској и светској ранг листи. (СРЛ) 
| 1.    | Рамона Нојберет    | Источна Немачка | '6,72 | 20. јануар | 1. СРЛ |
| 2.    | Анке Вајт          | Западна Немачка | 6,71' | 9. фебруар | 2. СРЛ |
| 3 .   | Петра Емске        | Источна Немачка | '6,61 | 20. јануар | 3. СРЛ |
| 4.    | Бригите Вујак      | Источна Немачка | 6,56' | 26. јануар | 4. СРЛ |
| 5.    | Хајке Шулте−Матлер | Западна Немачка | 6,51  | 9. фебруар | 5. СРЛ |
| 6→10. |                    |                 |       |            |        |

Такмичарке чија су имена подебљана учествовале су на ЕП.

## Освајачи медаља
|                      |                                    |                               |
| Ана Влодарчик Пољска | Јармила Стрејчкова Западна Немачка | Лена Јохансон Западна Немачка |

## Резултати

### Финале
Одржано је само финално такмичење јер је укупно учествовало 12 атлетичарки.
| Пласман | Атлетичарка        | Земља            | ЛР   | ЛРС | #1   | #2   | #3   | #4   | #5   | #6   | Резултат | Белешка |
| ------- | ------------------ | ---------------- | ---- | --- | ---- | ---- | ---- | ---- | ---- | ---- | -------- | ------- |
|         | Ана Влодарчил      | Пољска           | 6,45 |     | 6,39 | 6,46 | 6,74 | х    | х    | х    | 6,74     | НРд     |
|         | Анке Вајт          | Западна Немачка  |      |     | x    | 6,26 | 6,29 | 6,32 | 6,42 | 6,35 | 6,42     |         |
|         | Забине Еверт       | Западна Немачка  | 6,53 |     | x    | x    | 6,21 | x    | 6,20 | 6,27 | 6,27     |         |
| 4.      | Лидија Гушева      | Бугарска         |      |     | 5,92 | 6,33 | 6,39 | 6,30 | 6,50 | x    | 6,50     |         |
| 5.      | Татјана Колпакова  | Совјетски Савеза |      |     | 6,21 | 6,45 | 6,20 | 6,37 | 6,36 | 6,47 | 6,47     |         |
| 6.      | Татјана Скачко     | Совјетски Савеза |      |     | 6,03 | 6,01 | 6,41 | 6,28 | 6,43 | x    | 6,43     |         |
| 7.      | Дорте Волфсберг    | Данскаа          |      |     |      |      |      |      |      |      | 6,13     |         |
| 8.      | Беата Фазекаш      | Мађарска         |      |     |      |      |      |      |      |      | 6,13     |         |
| 9.      | Хајке Шулте Матлер | Западна Немачка  |      |     |      |      |      |      |      |      | 6,10     |         |
| 10.     | Снежана Данчетовић | Југославија      |      |     |      |      |      |      |      |      | 6,04     |         |
| 11.     | Ане Мари Пираи     | Белгија          | 6,27 |     |      |      |      |      |      |      | 6,04     |         |
| 12.     | Јармила Нигринова  | Чехословачка     | 6,63 |     |      |      |      |      |      |      | 6,01     |         |

Подебљани лични рекорди су и национални рекорди земље коју атлетичарка представља

## Укупни биланс медаља у скоку удаљ за жене после 11. Европског првенства у дворани 1970—1980.
|     | Земља                |    |    |    |    |
| --- | -------------------- | -- | -- | -- | -- |
| 1.  | Чехословачка         | 2  | 3  | 1  | 6  |
| 2.. | Западна Немачка      | 2  | 3  | 1  | 6  |
| 3.  | Румунија             | 2  | 0  | 2  | 4  |
| 4.  | Пољска               | 1  | 1  | 2  | 4  |
| 5.  | Совјетски Савез      | 1  | 1  | 1  | 3  |
| 5.  | Швајцарска           | 1  | 1  | 1  | 3  |
| 7.  | Источна Немачка      | 1  | 0  | 1  | 2  |
| 8.  | Бугарска             | 1  | 0  | 0  | 1  |
| 9.  | Мађарска             | 0  | 2  | 0  | 2  |
| 10. | Уједињено Краљевство | 0  | 0  | 1  | 1  |
| 10. | Шведска              | 0  | 0  | 1  | 1  |
|     | Укупно {11}          | 11 | 11 | 11 | 33 |

|    | Атлетичарка         | Земља           |   |   |   |   |
| -- | ------------------- | --------------- | - | - | - | - |
| 1. | Јармила Нигринова   | Чехословачка    | 2 | 3 | 1 | 6 |
| 2. | Мета Антенен        | Швајцарска      | 1 | 1 | 1 | 3 |
| 3. | Хајде Розендал      | Западна Немачка | 1 | 1 | 0 | 2 |
| 3. | Лидија Алфејева     | Совјетски Савез | 1 | 1 | 0 | 2 |
| 5. | Виорика Вископољану | Румунија        | 1 | 0 | 1 | 2 |
| 6. | Илдико Ердељи       | Мађарска        | 0 | 2 | 0 | 2 |
| 7. | Мирослава Сарна     | Пољска          | 0 | 0 | 2 | 2 |